# Allium dentigerum
Allium dentigerum — вид рослин з родини амарилісових (Amaryllidaceae); ендемік Китаю.

## Опис
Цибулини скупчені, циліндрична, біля основи трохи потовщені, діаметром 0.3–0.6 см; оболонка сірувато-біла, іноді з легким червоним відтінком. Листки ≈ 1/2 довжини стеблини, 0.5–1 мм, півциліндричні. Стеблина 15–35 см, циліндрична, вкрита листовими піхвами лише в основі. Зонтик від напівсферичного до кулястого, густо багатоквітковий. Оцвітина пурпурно-червона; зовнішні сегменти яйцюваті, 3–3.5 × 1.8 мм; внутрішні яйцювато-довгасті, 3.8–4.2 × 1.8–2.2 мм, верхівки тупі, зазвичай нерівно зубчасті. Період цвітіння: серпень.

## Поширення
Ендемік Китаю — Ганьсу, Шеньсі.
Населяє схили, пасовища, піщані ґрунти; 1500–2500 м